# Copa del Rei de futbol 1913
La Copa del Rei de futbol 1913 va ser la 11ena edició de la Copa d'Espanya.
Degut a dissensions internes entre els clubs, en aquesta edició es disputaren dues competicions paral·leles, una organitzada per la Federación Española de Fútbol a Madrid, un la segona organitzada per la Unión Española de Clubes de Fútbol, a Barcelona. Ambdues competicions són reconegudes com a oficials per la RFEF.

## Copa FEF (Federación Española de Fútbol)
Se celebrà entre el 16 i el 23 de març a Madrid, a l'Estadi d'O'Donnell. El participants en aquest torneig van ser:
- FC Espanya de Barcelona
- Reial Madrid
- Vigo Sporting Club
- Racing de Irún
- Athletic Club

### Fase final
|  | Ronda preliminar   | Ronda preliminar |               |                | Semifinals      | Semifinals      |  |                | Final           | Final           |
|  | 16 de març         | 16 de març       |               |                | 17 i 18 de març | 17 i 18 de març |  |                | 22 i 23 de març | 22 i 23 de març |
|  |                    |                  |               |                |                 |                 |  |                |                 |                 |
|  | FC Espanya         | 1                |               |                |                 |                 |  |                |                 |                 |
|  | Vigo Sporting Club | 0                |               |                |                 |                 |  |                |                 |                 |
|  | Vigo Sporting Club | 0                |               | Racing de Irún | 1               |                 |  |                |                 |                 |
|  |                    |                  |               | Racing de Irún | 1               |                 |  |                |                 |                 |
|  | FC Espanya         | 0                |               |                |                 |                 |  |                |                 |                 |
|  | FC Espanya         | 0                |               |                |                 |                 |  |                |                 |                 |
|  |                    |                  |               |                |                 |                 |  |                |                 |                 |
|  |                    |                  |               |                |                 |                 |  |                |                 |                 |
|  |                    |                  |               |                |                 |                 |  | Racing de Irún | 2 / 1           |                 |
|  |                    |                  | Athletic Club | 2 / 0          |                 |                 |  |                |                 |                 |
|  |                    |                  |               |                |                 |                 |  |                |                 |                 |
|  |                    |                  |               |                |                 |                 |  |                |                 |                 |
|  |                    |                  | Athletic Club | 3              |                 |                 |  |                |                 |                 |
|  |                    |                  |               | 3              |                 |                 |  |                |                 |                 |
|  |                    | Madrid F. C.     | 0             |                |                 |                 |  |                |                 |                 |
|  |                    | Madrid F. C.     | 0             |                |                 |                 |  |                |                 |                 |
|  |                    |                  |               |                |                 |                 |  |                |                 |                 |
|  |                    |                  |               |                |                 |                 |  |                |                 |                 |

### Ronda preliminar
| FC Espanya | 1-0 | Vigo Sporting Club |
| ---------- | --- | ------------------ |
| Olivé      |     |                    |

### Semifinals
| Athletic Bilbao                                                          | 3-0 | Madrid FC |
| ------------------------------------------------------------------------ | --- | --------- |
| Rafael Moreno "Pichichi" 2' · Rafael Moreno "Pichichi" 11' · Cortadi 53' |     |           |

| Racing de Irún | 1-0 | FC Espanya |
| -------------- | --- | ---------- |
| penal          |     |            |

### Final
| Racing de Irún               | 2-2 (pr.) | Athletic Bilbao                              |
| ---------------------------- | --------- | -------------------------------------------- |
| Patricio Arabolaza · Retegui |           | Rafael Moreno "Pichichi" · Ramón Belauste II |

### Repetició
| Racing de Irún | 1-0 | Athletic Bilbao |
| -------------- | --- | --------------- |
| Retegui 70'    |     |                 |

### Campió

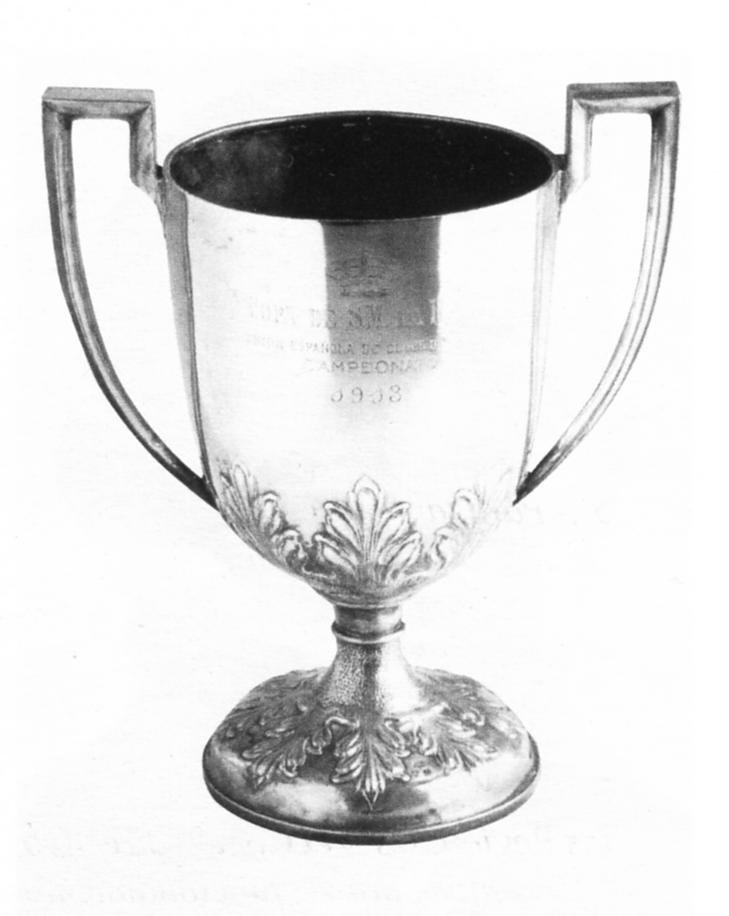
Copa de S.M. la Reina Victoria Eugenia, premi del Campionat d'Espanya de la RUECF.

| Campions de la Copa d'Espanya 1913 |
| ---------------------------------- |
| Racing de Irún 1r títol            |

## Copa UECF (Unión Española de Clubes de Fútbol)
Quatre equips es van inscriure a la competició: FC Barcelona, Reial Societat, Irún Sporting Club i Sporting de Pontevedra, dels quals el conjunt gallec abandonà abans de començar la competició. Es disputà una fase prèvia entre els dos conjunts guipuscoans per decidir el club que viatjaria a Barcelona per enfrontar-se al conjunt català. La final es disputà a doble volta. Com els dos partits acabaren amb empat, es disputà un tercer partit per decidir el campió.

### Ronda prèvia
| Equip 1            | Marcador | Equip 2            |
| ------------------ | -------- | ------------------ |
| Reial Societat     | 9-0      | Irún Sporting Club |
| Irún Sporting Club | 1-1      | Reial Societat     |
| Irún Sporting Club | 0-1      | Reial Societat     |
| Reial Societat     | 4-1      | Irún Sporting Club |

### Anada
| Reial Societat                      | 2-2 | FC Barcelona                      |
| ----------------------------------- | --- | --------------------------------- |
| Domingo Arrillaga · Juan Artola 89' |     | Romà Forns · Apolinario Rodríguez |

### Tornada
| FC Barcelona | 0-0 | Reial Societat |
| ------------ | --- | -------------- |
|              |     |                |

### Final
| FC Barcelona                       | 2-1 | Reial Societat |
| ---------------------------------- | --- | -------------- |
| José Berdié · Apolinario Rodríguez |     | E. Rezola      |

## Campió
| Campions de la Copa d'Espanya 1913 |
| ---------------------------------- |
| · Futbol Club Barcelona · 3r títol |